# CSG

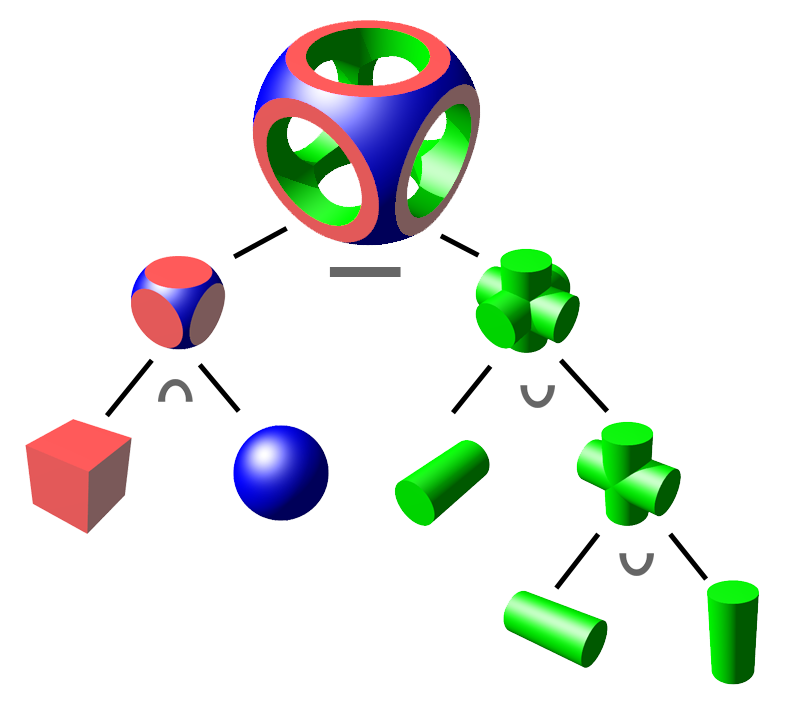
Przykład CSG: wynikowa bryła została utworzona z części wspólnej sześcianu i kuli, od której następnie odjęto trzy zsumowane ze sobą, wzajemnie prostopadłe walce. jest symbolem części wspólnej, to suma, a oznacza różnicę.

CSG (ang. Constructive Solid Geometry) – technika definiowania nowych brył poprzez łączenie innych brył regularyzowanymi działaniami boolowskimi: sumą, częścią wspólną i różnicą. Regularyzowane operatory tym różnią się od zwykłych działań na zbiorach punktów, że gwarantują, iż wynikiem działania będzie nadal bryła, a więc obiekt posiadający objętość. Wynikiem regularyzowanej operacji nie będzie zatem nigdy punkt, odcinek ani płaszczyzna.

Podstawowe działania w CSG
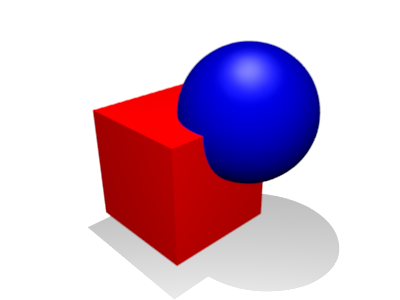
Suma
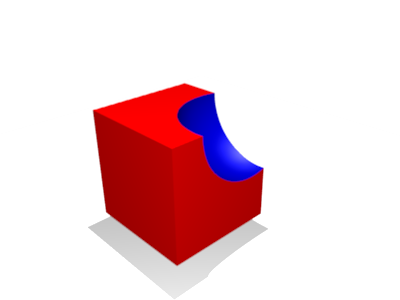
Różnica
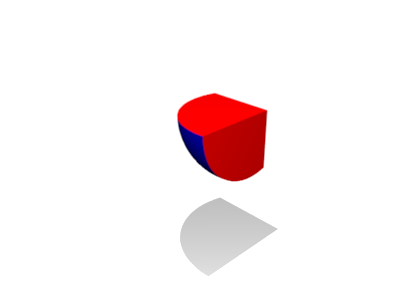
Część wspólna

Działania CSG mogą być wykonywane na reprezentacji siatkowej – wówczas otrzymywane są nowe obiekty, które następnie mogą zostać poddane innym przekształceniom geometrycznym bądź stać się przedmiotem np. symulacji komputerowej.
Operacje boolowskie mogą również zostać przeprowadzone dopiero przy wyświetlaniu sceny trójwymiarowej – jest to możliwe, gdy wykorzystywany jest bufor Z lub obraz jest tworzony metodą śledzenia promieni.